# Stealin' home
Stealin' home is een studioalbum van Iain Matthews, toen nog Ian Matthews geheten. 

## Achtergrond
Nadat zijn contract met platenlabel Columbia Records was beëindigd, trok Matthews richting geboorteland Engeland om daar opnieuw te beginnen. Onder leiding van muziekproducent Sandy Roberton ging hij met een aantal nieuwe musici aan de slag in de Chipping Norton Studio. Roberton had eerder min of meer onder dwang Journeys from Gospel Oak uitgebracht en Matthews was daar, gezien de omstandigheden best tevreden over. Deze samenwerking leidde  tot het uitkomen van Stealin' home, dat zowaar een plaats in de Billboard 200 bracht. Dit was waarschijnlijk te danken aan het feit dat de single Shake it in de Billboard Hot 100 belandde.

## Musici
- Iain Matthews – zang, gitaar
- Bryn Haworth – akoestische en elektrische gitaar, mandoline
- Phil Palmer – gitaar
- Rick Kemp –basgitaar
- Pete Wingfield – toetsinstrumenten
- Jim Russell – slagwerk

met
- Mel Collins – saxofoon op Shake it en Let there be blues
- Duffy Power – bluesharp op Man in the station
- Simon Morton – percussie
- arrangementen voor strijkorkest – Robert Kirby

## Muziek
| Nr. | Titel                                                                                  | Duur |
| --- | -------------------------------------------------------------------------------------- | ---- |
| 1.  | Gimme an inch girl (Robert Palmer)                                                     | 4:19 |
| 2.  | Don’t hang up your dancing shoes (Terence Boylan)                                      | 2:56 |
| 3.  | King of the night (Jeffrey Comanor)                                                    | 3:52 |
| 4.  | Man in the station (John Martyn)                                                       | 3:56 |
| 5.  | Let there be blues (Matthews)                                                          | 3:59 |
| 6.  | Carefully taught (Richard Rodgers, Oscar Hammerstein)                                  | 0:59 |
| 7.  | Stealin’ home (Matthews)                                                               | 3:21 |
| 8.  | Shake it (Boylan)                                                                      | 3:20 |
| 9.  | Yank and Mary (Smile) (Richard Stekol, Charlie Chaplin, John Turner, Geoffrey Parsons) | 2:29 |
| 10. | Slip away (Matthews, Bill Lamb)                                                        | 4:12 |
| 11. | Sail my soul (Matthews, Lamb)                                                          | 4:26 |